# 군중심리
군중심리(한국 한자: 群衆心理. 영어: Herd mentality)는 사람들이 속한 집단의 행동이나 신념에 동조하려는 경향을 말한다. 군중심리 개념은 생물학, 심리학, 사회학 등 다양한 관점에서 연구 및 분석되어 왔다. 이러한 심리 현상은 인간 행동에 지대한 영향을 미칠 수 있다.
사회심리학자들은 집단 지성, 군중의 지혜, 집단사고, 몰개성화 등 관련 주제를 연구한다.

## 역사
"집단 정신" 또는 "군중 행동"이라는 아이디어는 19세기 사회심리학자 가브리엘 타르드와 귀스타브 르 봉에 의해 처음 제시되었다. 인간 사회의 군중 행동은 지그문트 프로이트와 윌프레드 트로터에 의해서도 연구되었으며, 트로터의 저서 《평화와 전쟁 속의 군중 본능》은 사회심리학 분야의 고전이다. 사회학자이자 경제학자 소스타인 베블런의 《유한계급론》은 개인이 소비자 행동에서 더 높은 사회적 지위를 가진 다른 집단 구성원을 모방하는 방식을 보여준다. 최근에는 맬컴 글래드웰이 《티핑 포인트》에서 문화적, 사회적, 경제적 요인이 어떻게 수렴하여 소비자 행동의 트렌드를 만들어내는지를 탐구한다. 2004년, 더 뉴요커의 금융 칼럼니스트 제임스 서로위키는 《군중의 지혜》를 출판했다.
21세기 마케팅 및 행동경제학 같은 학문 분야는 투자자의 합리적이고 비합리적인 행동을 식별하고 예측하려 한다. (대니얼 카너먼, 로버트 실러, 버넌 스미스, 아모스 트버스키의 연구 참고.) 탐욕과 공포와 같은 감정적 반응에 이끌려 투자자들은 주식의 광적인 매수 및 매도에 참여하여 거품과 붕괴를 초래하는 것으로 보인다. 그 결과, 군중 행동은 미래 경제 위기를 예측하는 데 도움을 주기 위해 행동 경제학 전문가들에 의해 면밀히 연구된다.

## 연구

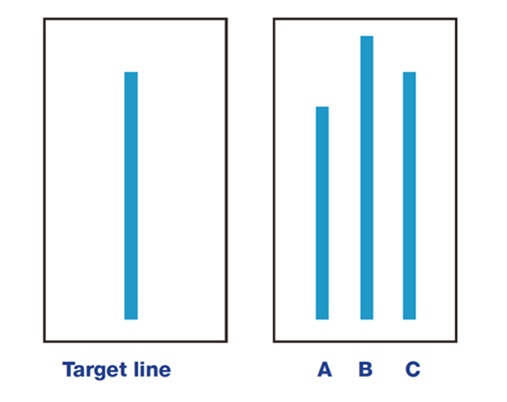
참가자들은 어떤 선(A, B 또는 C)이 목표 선과 가장 유사한지 소리 내어 말해야 했다.

애쉬 동조 실험(1951)은 미국 심리학자 솔로몬 애쉬가 주도한 일련의 연구로, 다수 집단의 신념과 의견이 개인에게 미치는 영향을 측정했다. 스와스모어 칼리지의 남학생 50명이 선 판단 과제가 포함된 시력 검사에 참여했다.
순진한 참가자는 미리 응답을 맞추기로 합의한 7명의 공모자(즉, 배우)와 함께 방에 배치되었다. 참가자는 이를 알지 못했으며 배우들도 순진한 참가자라고 들었다. 공모자가 없는 통제 조건도 있었다. 공모자들은 12번의 실험에서 의도적으로 오답을 말했다. 다른 참가자는 일반적으로 집단을 따랐고 오답을 말했다.
총 18번의 실험을 통해 애쉬(1951)는 순진한 참가자의 3분의 1(33%)이 명백히 틀린 다수에 동조했으며, 12번의 실험에서 참가자의 75%가 동조했음을 발견했다. 공모자가 없을 때는 1% 미만의 참가자가 오답을 말했다.
리즈 대학교의 연구원들은 자원봉사자들이 서로 이야기하지 않고 큰 홀을 무작위로 돌아다니도록 지시하는 집단 실험을 수행했다. 그 다음 몇몇 선택된 사람들에게는 어디로 걸어야 할지에 대한 더 자세한 지시가 주어졌다. 과학자들은 사람들이 어디로 가야 할지 아는 것처럼 보이는 한두 명의 지시받은 사람들을 맹목적으로 따르게 된다는 것을 발견했다. 이 실험의 결과는 자신감 있어 보이는 지시받은 사람들의 5%만이 군중 속 다른 95% 사람들의 방향에 영향을 미치는 데 충분했으며, 200명의 자원봉사자들은 그것을 깨닫지도 못하고 이 일을 수행했음을 보여주었다.
예루살렘 히브리 대학교, 뉴욕 대학교, 매사추세츠 공과대학교의 연구원들은 온라인 공간, 특히 "디지털화되고 집계된 의견"의 맥락에서 군중심리를 탐구했다. 온라인 댓글은 5개월 동안 비공개 웹사이트에서 처음으로 긍정적 또는 부정적 투표(상향 또는 하향)를 받았다. 통제 집단 댓글은 그대로 두었다.
연구원들은 "댓글을 처음 읽는 사람이 인위적인 긍정적 점수를 이미 받은 경우 댓글을 상향 투표할 가능성이 32% 더 높았다"는 것을 발견했다. 5개월 동안 인위적으로 긍정적으로 평가된 댓글은 통제 집단보다 평균 점수가 25% 더 높았으며, 초기 부정적 투표는 통제 집단과 비교하여 통계적으로 유의미한 차이가 없었다. 연구원들은 "사전 평가가 개별 평가 행동에 상당한 편향을 만들었고, 긍정적 및 부정적 사회적 영향이 비대칭적 군집 효과를 만들었다"는 것을 발견했다.
실험에 참여한 연구원 중 한 명인 Dr. Aral은 "그것은 상당한 변화이다"라고 말했다. "우리는 이러한 아주 작은 사회적 영향 신호가 군집과 같은 행동으로 어떻게 눈덩이처럼 불어났는지 보았다."

## 이론

### 진화
동물, 특히 인류의 가장 가까운 친척인 원숭이의 군중 행동에 대한 증거는 군중심리가 진화론적 뿌리를 가지고 있음을 시사한다. 증거에 따르면 동물들은 다른 개체들이 환경과 상호 작용하는 것을 관찰함으로써 중요한 결정(예: 먹이를 찾을 곳과 짝짓기 가능성)을 내리는 데 필요한 정보를 얻는다. 예를 들어, 원숭이의 모방은 종 전체에 정보를 빠르게 전달하는 가장 효과적인 전략이다. 마르코프 체인 접근법을 사용하여 개발된 누적 증거 및 통계 가설 프레임워크는 한 소스의 공동 활용이 두 가지 다른 소스에 노력을 균등하게 분배하는 것보다 집단에 더 많은 이점을 제공한다는 것을 보여주었다. 인간의 경우, 동조는 정보적 및 규범적 영향의 산물이며, 후자는 집단 내 사회 압력에 대한 수용성을 의미한다는 증거가 있다. 사회 과학자들은 이를 사회적으로 건설적인 공감과 이타주의를 장려하여 갈등 극복에 도움이 되는 중요한 진화적 본능으로 간주해 왔다. 군중 행동이 부여하는 이점은 찰스 다윈의 자연선택 이론과 일치하며 인간 진화를 형성하는 데 기여했다.

### 신경과학
군중 행동은 신경과학에 의해서도 설명될 수 있다. 최근 신경과학의 발전은 우리의 '모방' 경향이 뇌의 '거울 뉴런' 시스템 때문일 수 있음을 시사한다. 마카크 원숭이의 뇌 전기 활동을 기록한 실험에서, 원숭이가 행동할 때와 다른 원숭이가 같은 행동을 수행하는 것을 관찰할 때 동일한 뉴런이 활성화되는 것이 발견되었다. 뉴런은 관찰자가 운동 행위를 실행하는 것처럼 다른 개체의 운동 행동을 '반영'했다. 인간의 뇌에도 유사한 '거울 뉴런' 네트워크가 존재한다고 가정되지만, 실험을 둘러싼 윤리적 문제로 인해 아직 입증되지 않았다.
원시적이고 자동적이며 무의식적인 사회적 모방 과정의 결과인 또 다른 신경과학적 현상은 감정 전염이다. 정보 수신자가 정보 발신자와 상호 작용할 때, 수신자는 발신자의 감정 표현을 인지하고 그 감정 표현을 자신의 신체 표현으로 자동적으로 전달한다. 구심성 피드백 과정을 통해 복사된 신체 표현은 수신자가 발신자와 동일한 감정을 경험하게 한다. 이는 감정적 수렴과 모방 행동으로 이어진다. 이 이론은 군중 결정이 더 짧은 의사 결정 시간과 관련이 있다는 연구에 의해 강화되며, 이는 군중 행동이 본질적인 감정적 반응이자 더 자동적인 의사 결정 휴리스틱임을 시사한다.
경제 게임에 대한 신경과학적 분석은 사회적 보상이 신경화학 물질인 옥시토신 분비를 통해 '행복 반응'을 유발한다는 것을 시사한다. 중요한 것은 협력이 상호적으로 이루어질 때 활성화가 두드러진다는 것이다. 이것은 뇌가 '행복 반응'을 방출하기 위해 사회적 행동을 유발하는 긍정적인 피드백 루프를 생성한다.

### 심리학
'온순함' 또는 사회 규범에 대한 수용성은 군중 행동의 근간이 되는 근본적인 특징이다. 인지 심리학 연구는 인간이 어떤 상황에서든 정상적이고 적절하며 정당한 행동이 무엇인지 알려주는 사회 규범과 상호 공유된 기대를 발전시키는 데 다른 종과 다르다는 것을 보여주었다. 피실험자들이 틀린 다수 의견에 동조한 애쉬 실험은 인간의 정신이 사회 규범에 수용적이고 규범에서 벗어나는 것을 피하기 위해 행동을 미리 자체 검열하도록 구축되어 있음을 보여주었다. '온순함'은 또한 정보가 전달되는 대부분의 방식인 이야기와 서사에 대한 인간의 반응에 의해 생성되며, 이는 사람들이 공유된 관점에서 사물을 보고, 해석하고, 이해하도록 영향을 미친다.
실험적 증거는 위험 회피와 군중 행동 사이에 상관관계가 존재한다는 것을 보여주었다. 사람들은 다른 사람의 정보가 더 신뢰할 수 있고, 다수의 힘이 불확실성을 최소화한다고 믿기 때문에 위험을 피하고 현상 유지에 동조하는 경향이 있다. 예를 들어, 온라인 플랫폼의 소비자들은 인기 있는 제품을 우수한 품질의 제품으로 인식한다.

### 사회학
조지 카토나의 연구는 집단 학습의 두 가지 주요 방법이 있음을 확립했다: (1) 간단한 경험 법칙과 휴리스틱의 '각인'과 (2) 문제 해결과 이해를 통해 발생하는 학습. 사회 집단의 행동을 모방하여 배우는 것은 개인적인 경험이 아닌 타인의 관찰에 의존하므로 전자에 해당한다. 이는 사회적 상황에서 '빠르고 간소한 학습 휴리스틱 접근 방식'과 인간이 선호하는 최소 저항의 길을 제공한다.
또한 사회적 인식이 사회적 지위의 내재적 결정 요인인 세상에서 다수의 압력에 굴복하는 것이 합리적일 수 있다. 따라서 집단에 강하게 동질감을 느끼려는 욕구는 사람들이 자신의 판단을 포기하고 집단 내 다른 사람들의 행동을 모방하도록 부추길 수 있다.

## 현대 사회에서
어떤 상황에서는 군중심리를 채택하는 것이 유익한 생존 전략이 될 수 있지만, 군중 행동은 현대의 '인위적인' 맥락에는 잘 적응하지 못하며 부정적인 결과를 초래할 수 있다.
금융 시장에서의 거래는 상당 부분 군중 행동으로 특징지어진다. 시장 불확실성이 커질 때 공포 반응은 투자자들이 실패 위험을 완화하기 위해 자체 분석을 수행하지 않고 다른 투자자들이 하는 것을 모방하도록 이끈다. 경제학자 존 메이너드 케인스는 '세상적인 지혜는 비정상적으로 성공하는 것보다 관습적으로 실패하는 것이 평판에 더 좋다'고 말한다. 외환 통화에 대한 부당한 쇄도와 주식 시장 거품은 일반적으로 군중 행동에 기인한다. 다른 경우, 개인은 시장에 대한 불완전한 정보를 조합하기 위해 군집하여 '정보 폭포'로부터 이득을 얻는다. 그럼에도 불구하고 군집에 기반한 금융 시장 의사 결정의 자의적인 특성은 대규모 불안정성을 야기할 수 있다.
군중심리는 마케팅(예: 인플루언서 및 리뷰)에서 유용한 도구로 활용될 수 있는데, 연구에 따르면 쇼핑객은 다른 사람의 영향으로 인해 제품 구매에 더 기울어지는 경향이 있으며 그룹 규모가 커질수록 군중심리가 더욱 뚜렷해진다는 것이 밝혀졌다.
그럼에도 불구하고 소셜 미디어의 군중 행동은 위험한 에코 챔버를 만들고 사회의 양극화를 초래할 수도 있다. 사람들이 현상 유지에 도전하거나 반대 의견을 표명하지 않을 때, 사람은 자신의 견해를 반영하고 강화하는 정보만 접하게 되는 에코 챔버 환경이 만들어질 수 있다. 사회 집단의 구성원들이 동질적인 의견을 채택할 때, 이는 집단의 집단적 신념을 증폭시키고 소수 의견의 주변화와 집단 구성원들이 합리적인 의사 결정보다 합의를 우선시하는(‘집단사고’로 알려진) 잠재력을 초래할 수 있다.

## 같이 보기
- 익명
- 불안
- 군중에 호소하는 논증
- 편승 효과
- 캔슬 컬처
- 집단 지성
- 동조
- 군중심리학
- 델파이 기법
- 둠스크롤링
- 얼리 어답터
- 자유사상
- 공포
- 집단사고
- 군중 행동
- 조작 (심리학)
- 집단 심인성 질환 (집단 히스테리)
- NPC (밈)
- 오피니언 리더
- 동조 압력
- 폭동
- 사회 연결망
- 노예 도덕
- 벌거숭이 임금님
- 군중의 지혜

철학자
- 쇠렌 키르케고르
- 프리드리히 니체
- 호세 오르테가 이 가세트

틀
- 틀:동조

## 더 읽어보기
- Bloom, Howard, The Global Brain: The Evolution of Mass Mind from the Big Bang to the 21st Century. (2000) John Wiley & Sons, New York.
- Freud, Sigmund's Massenpsychologie und Ich-Analyse (1921; English translation Group Psychology and the Analysis of the Ego, *1922). Reprinted 1959 Liveright, New York.
- Gladwell, Malcolm, The Tipping Point: How Little Things Can Make a Big Difference. (2002) Little, Brown & Co., Boston.
- Le Bon, Gustav, Les Lois psychologiques de l'évolution des peuples. (1894) 프랑스 국립도서관, Paris.
- Le Bon, Gustave, The Crowd: A Study of the Popular Mind. (1895) Project Gutenberg.
- Martin, Everett Dean, The Behavior of Crowds (1920).
- McPhail, Clark. The Myth of the Madding Crowd (1991) Aldine-DeGruyter.
- Trotter, Wilfred, Instincts of the Herd in Peace and War. (1915) Macmillan, New York.
- Suroweicki, James: The Wisdom of Crowds: Why the Many Are Smarter Than the Few and How Collective Wisdom Shapes Business, Economies, *Societies and Nations. (2004) Little, Brown, Boston.
- Sunstein, Cass, Infotopia: How Many Minds Produce Knowledge. (2006) Oxford University Press, Oxford, United Kingdom.